# UFC Fight Night: Gane vs. Spivak
UFC Fight Night: Gane vs. Spivak（ユーエフシー・ファイトナイト：ガーヌ・バーサス・スピバック、別名UFC Fight Night 226、UFC on ESPN+ 84）は、アメリカ合衆国の総合格闘技団体「UFC」の大会の一つ。2023年9月2日、フランス・パリのアコー・アレナで開催された。

## 大会概要
UFC二度目のフランス大会となった本大会はシリル・ガーヌとセルゲイ・スピバックのヘビー級戦が組まれた。

## 試合結果

### プレリミナリーカード
第1試合 140ポンド契約 5分3R
○  ジャケリン・カバウカンチ vs.  ザラ・フェイリン ×
3R終了 判定3-0（30-27、30-27、30-27）
第2試合 バンタム級 5分3R
○  ファリド・バシャラート vs.  クレイドソン・ホドリゲス ×
1R 4:15 肩固め
第3試合 女子バンタム級 5分3R
○  ノーラ・コノール vs.  ジョセリン・エドワーズ ×
3R終了 判定3-0（30-27、30-27、29-28）
第4試合 ウェルター級 5分3R
○  アンジュ・ルーサ vs.  リース・マッキー ×
3R終了 判定3-0（30-27、29-28、29-28）
第5試合 バンタム級 5分3R
○  テイラー・ラピルス vs.  ケイラン・ロフラン ×
3R終了 判定3-0（29-28、29-28、29-28）

### メインカード
第6試合 フェザー級 5分3R
○  モルガン・シャリエール vs.  マノロ・ゼッキーニ ×
1R 3:51 KO（右ミドルキック）
第7試合 フェザー級 5分3R
○  ウィリアム・ゴミス vs.  ヤニス・ゲムーリ ×
3R 2:20 TKO（ボディへの前蹴り）
第8試合 ライトヘビー級 5分3R
○  ヴォルカン・オーズデミア vs.  ボグダン・グスコフ ×
1R 3:46 リアネイキドチョーク
第9試合 ライト級 5分3R
○  ブノワ・サン＝デニ vs.  ティアゴ・モイゼス ×
2R 4:44 TKO（パウンド）
第10試合 女子フライ級 5分3R
○  マノン・フィオロ vs.  ローズ・ナマユナス ×
3R終了 判定3-0（30-27、29-28、29-28）
第11試合 ヘビー級 5分5R
○  シリル・ガーヌ vs.  セルゲイ・スピバック ×
2R 3:44 TKO（スタンドパンチ連打）

### 各賞
ファイト・オブ・ザ・ナイト：ブノワ・サン＝デニ vs. ティアゴ・モイゼス
パフォーマンス・オブ・ザ・ナイト：シリル・ガーヌ、モルガン・シャリエール
各選手にはボーナスとして5万ドルが授与された。

### カード変更
負傷などによるカードの変更は以下の通り。